# Марк Емілій Барбула
Марк Емі́лій Барбу́ла (лат. Marcus Aemilius Barbula, III століття до н. е.) — політичний, державний та військовий діяч Римської республіки, консул 230 року до н. е.

## Біографія
Походив з патриціанського роду Еміліїв. Син Луція Емілія Барбули, консула 281 року до н. е.
230 року до н. е. Марка Емілія було обрано консулом разом з Марком Юнієм Пера. Вони разом вели з мінливим успіхом вели військові дії проти лігурів. Саме тоді відбулося повстання галів , які були невдоволені прийнятим 232 року до н. е. законом Фламінія, який передбачав заселення Піцену римлянами, що не відповідало сподіванням галів. Але як тільки консули вступили на територію галів, останні змірилися і радо прийняли консулів.
З того часу відомостей про подальшу долю Марка Емілія Барбули немає.